# Ligne A du tramway du Havre
La ligne A du tramway du Havre est une ligne de tramway française au Havre, en Seine-Maritime. Première ligne du tramway du Havre, elle a été mise en service le 12 décembre 2012. Elle relie La Plage à Grand Hameau en empruntant le tunnel Jenner. Elle compte un total de quinze stations, dont huit en commun avec la ligne B.